# Димитриос Пандазис
Димѝтриос Пандазѝс (на гръцки: Δημήτριος Πανταζής) е гръцки учен,  учител, логограф, археолог, богослов, журналист и държавен служител от XIX век.

## Биография
Пандазис е роден в Атина в 1813 година. Произходът му е от македонското българо-влашко градче Крушево. Учи на Хидра, Егина и в Атина. Последователно е учител, основател и директор на частно училище, секретар в Министерството на вероизповеданията и народната просвета и накрая началник на Министерството на просвещението. Работи над 30 години в Министерството на народната просвета и допринася със своите знания и опит за развитието на националното образователно законодателство. Автор е на много дидактически и филологически трудове. В продължение на 28 години списва и издава филологическия седмичник „Ефимерида тон Матитон“ (Вестник на учениците), който по-късно преименува на „Ефимерида тон Филоматон“ (Вестник на ученолюбивите).
Умира в Атина на 24 март 1884 година.